# Cadre-45/1-Weltmeisterschaft 1927

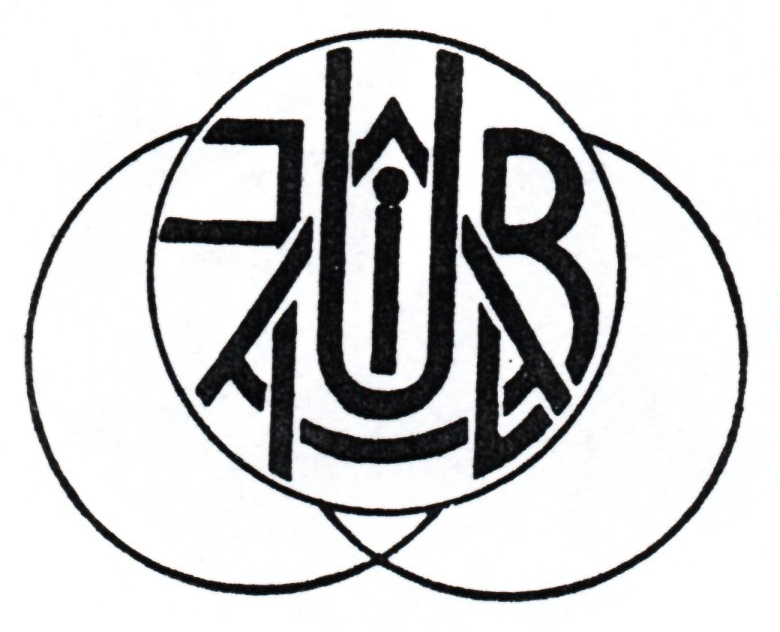
Logo UIFAB (ausrichtender Verband)

Veranstaltungsort: Vichy

Die Cadre-45/1-Weltmeisterschaft 1927 war die erste Cadre-45/1-UIFAB-Weltmeisterschaft, die bis 1938 im Cadre 45/1 und ab 1967 im Cadre 47/1 ausgetragen wurde. Das Turnier fand vom 25. bis zum 29. Juni 1927 in Vichy statt. Es war die erste Cadre-45/1-Weltmeisterschaft in Frankreich.

## Geschichte
Der Amerikaner Francis S. Appleby, der zur damaligen Zeit in Paris war und an der in Köln stattfindenden Generalversammlung der Union Internationale des Fédérations des Amateurs de Billard (UIFAB) teilnehmen wollte, regte die Einführung einer Cadre 45/1 Weltmeisterschaft an. In Amerika war diese Disziplin bei den Profis sehr beliebt. Er stiftete auch einen Pokal zu Ehren des Gründers der internationalen Billardvereinigung Fédération des Sociétés Françaises des Amateurs de Billard (FSFAB) Raymond de Drée. Der Pokal hieß de Drée-Pokal. Mit Vichy wurde auch ein Ausrichter für diese sehr schwierigen Disziplin gefunden. Die besten Cadre 45/1 Akteure Roger Conti und Edmond Soussa fehlten aber bei diesem Turnier. Da die Disziplin neu war und relativ kurzfristig in den internationalen Sportkalender aufgenommen wurde, konnten sich die teilnehmenden Spieler nicht so intensiv vorbereiten. Es wurde sehr defensiv gespielt und der beste Bandenspieler Charles Faroux gewann mit einem Generaldurchschnitt (GD) von 7,50 das Turnier. Den zweiten Platz konnte Albert Poensgen belegen, der auch den besten Einzeldurchschnitt (BED) mit 20,00 spielte. Da es die erste Weltmeisterschaft im Cadre 45/1 war, waren die besten Ergebnisse auch Amateur-Weltrekorde. Die Profis in Amerika und Europa hatten schon wesentlich bessere Leistungen erzielt.

## Turniermodus
Es wurde im Round Robin System bis 300 Punkte gespielt. Bei MP-Gleichstand (außer bei Punktgleichstand beim Sieger) wird in folgender Reihenfolge gewertet:
1. MP = Matchpunkte
2. GD = Generaldurchschnitt
3. HS = Höchstserie

## Abschlusstabelle

Die Teilnehmer der Cadre 47/1-WM 1927

| MP    | Match Points (Sieger = 2; Unentschieden = 1; Verlierer = 0) |
| Pkte. | Erzielte Karambolagen                                       |
| Aufn. | Benötigte Versuche                                          |
| GD    | Generaldurchschnitt                                         |
| BED   | Bester Einzeldurchschnitt eines Spielers                    |
| HS    | Höchstserie                                                 |
|       | Bester GD des Turniers                                      |
|       | Bester ED des Turniers                                      |
|       | Beste HS des Turniers                                       |
|       | 1. Platz (Gold)                                             |
|       | 2. Platz (Silber)                                           |
|       | 3. Platz (Bronze)                                           |

| Platz                     | Name               | MP   | Pkte. | Aufn. | GD   | BED   | HS |
| ------------------------- | ------------------ | ---- | ----- | ----- | ---- | ----- | -- |
| 1                         | Charles Faroux     | 10:0 | 1500  | 200   | 7,50 | 11,11 | 88 |
| 2                         | Albert Poensgen    | 6:4  | 1382  | 187   | 7,39 | 20,00 | 80 |
| 3                         | Jacques Davin      | 4:6  | 1332  | 201   | 6,62 | 9,37  | 44 |
| 4                         | Henri Maréchal     | 4:6  | 1215  | 207   | 5,86 | 6,66  | 42 |
| 5                         | José Pons Mumbru   | 4:6  | 1094  | 199   | 5,49 | 6,52  | 45 |
| 6                         | Francis S. Appleby | 2:8  | 1342  | 200   | 6,71 | 6,81  | 50 |
| Turnierdurchschnitt: 6,58 |                    |      |       |       |      |       |    |